# Dominique Collon
Dominique Petronella Margaret Collon (* 8. Mai 1940 in Belgien) ist eine britische Vorderasiatische Archäologin und Museumskuratorin. Sie ist Spezialistin für westasiatische Siegel der hethitischen und neu-assyrischen sowie alt- und neu-babylonischen Zeit.

## Leben
Dominique Collon studierte zunächst bei Max Mallowan, Barbara Parker und Seton Lloyd am All Souls College in Oxford. 1964 assistierte sie Tahsin Özgüç in Kültepe, 1965 war sie Mitarbeiterin der von Seton Lloyd geleiteten Grabungen in Kayalıdere, einem Fundort in Urartu. In den darauf folgenden Jahren assistierte sie Leonard Woolley am Fundort Tell Atchana (Alalakh). Später wechselte Collon an die Columbia University, wo sie ihre Studien bei Edith Porada fortsetzte. 1971 promovierte sie dort mit einer Dissertation zum Thema der hethitischen und babylonischen Siegelabdrücke vom Fundort Tell Atchana. Nach einem längeren Aufenthalt in Tunis 1973 bis 1976 kehrte sie nach England zurück und arbeitete an unterschiedlichen Projekten, unter anderem wieder am British Museum. Dort war sie von 1977 bis 1988 mit der Katalogisierung der Siegelsammlung beschäftigt und anschließend von 1988 bis zu ihrem Ruhestand im Jahre 2005 als Kuratorin der Abteilung für Westasiatische Altertümer tätig.
Collon erwarb sich ein tiefgehendes Verständnis hinsichtlich der Bestimmung und der Beurteilung der inhaltlichen Bedeutung der hethitischen, assyrischen und babylonischen Siegel und ihrer Glyphen. Sie veröffentlichte im Zuge ihrer wissenschaftlichen Laufbahn mehr als 150 Fachbeiträge zum Thema, darunter Konferenz- und Festschriften, sowie Grabungsberichte und Artikel in einschlägigen Lexika.
Dominique Collon ist langjähriges Mitglied des British Institute of Archaeology at Ankara sowie des Kenyon Institute. Sie ist korrespondierendes Mitglied des Deutschen Archäologischen Instituts sowie Fellow der Society of Antiquaries of London.

## Publikationen (Auswahl)
- The seal impressions of Tell Atchana/Alalakh (= Alter Orient und Altes Testament. Band 27). Neukirchen-Vluyn / Münster 1975, ISBN 3-7887-0469-1.[3]
- Catalogue of the Western Asiatic seals in the British Museum: Cylinder Seals. Band II–V, The British Museum, London 1982, 1986, 2016, 2001.
- First Impressions. Cylinder Seals in the Ancient Near East. British Museum Publications, London 1987, ISBN 0-7141-1121-X / University of Chicago Press, Chicago 1987, ISBN 0-226-11388-4 (Digitalisat).
- Ancient Near Eastern Art. University of California Press, Berkeley/Los Angeles 1995, ISBN 0-520-20307-0 (Digitalisat).